# Route européenne 50
Pour les articles homonymes, voir E50 et Route 50.
La route européenne 50 (E50) est une route reliant Brest (France) à la frontière azerbaïdjanaise de la Russie, après avoir contourné la ville de Makhatchkala. Elle passe par Paris et Prague.

## Tracé
- France : 
  -  : Brest (km 0) - Rennes (km 232)
  -  : Rennes (km 232 - 234)
  -  : Rennes (km 234 - 249)
  -  : Rennes (km 249) - La Gravelle (km 290)
  -  : La Gravelle (km 290) - Le Mans (km 385)
  -  : Le Mans (km 385) - Sainte-Mesme (km 535)
  -  : Sainte-Mesme (km 535) - Wissous (km 572)
  -  : Wissous (km 572) - Paris (km 581)
  - Périphérique de Paris : (km 581 - 584)
  -  : Paris (km 584) - Freyming-Merlebach (km 922)
  -  : Freyming-Merlebach (km 922) - Saarbrücken (km 967)
- Allemagne : 
  -  : Saarbrücken (km 967) - Waidhaus (km 1450)
- République tchèque : 
  -  (voir ici) : Waidhaus (km 1450) - Chrášťany (km 1600)
  -  : Chrášťany (km 1600) - Modletice (km 1631)
  -  : Modletice (km 1631) - Holubice (km 1830)
  -  : Holubice (km 1830) - Starý Hrozenkov (km 1928)
- Slovaquie : 
  -  : Starý Hrozenkov (km 1928) - Trenčín (km 1941)
  -  : Trenčín (km 1941) - Žilina (km 2024)
  -  : Žilina (km 2024 - 2026)
  -  : Žilina (km 2026 - 2028)
  -  : Žilina (km 2028) - Vrútky (km 2046)
  -  : Vrútky (km 2046 - 2063)
  -  : Vrútky (km 2063) - Ivachnová (km 2093)
  -  : Ivachnová (km 2093) - Košice (km 2279)
  -  : Košice (km 2279) - Oujhorod (km 2354)
- Ukraine : 
  -  : Oujhorod (km 2354 - 2368)
  -  : Oujhorod (km 2368) - Stryï (km 2563)
  -  : Stryï (km 2563) - Znamianka (km 3324)
  -  : Znamianka (km 3324) - Horlivka (km 3869)
  -  : Horlivka (km 3869) - Dolzhans'kyi (km 3988)
- Russie : 
  -  : Dolzhans'kyi (km 3988) - Chakhty (km 4020)
  -  : Chakhty (km 4020) - Pavlovskaya (km 4213)
  -  : Pavlovskaya (km 4213) - Samur (Azerbaïdjan) (km 5197)

## Galerie d'images

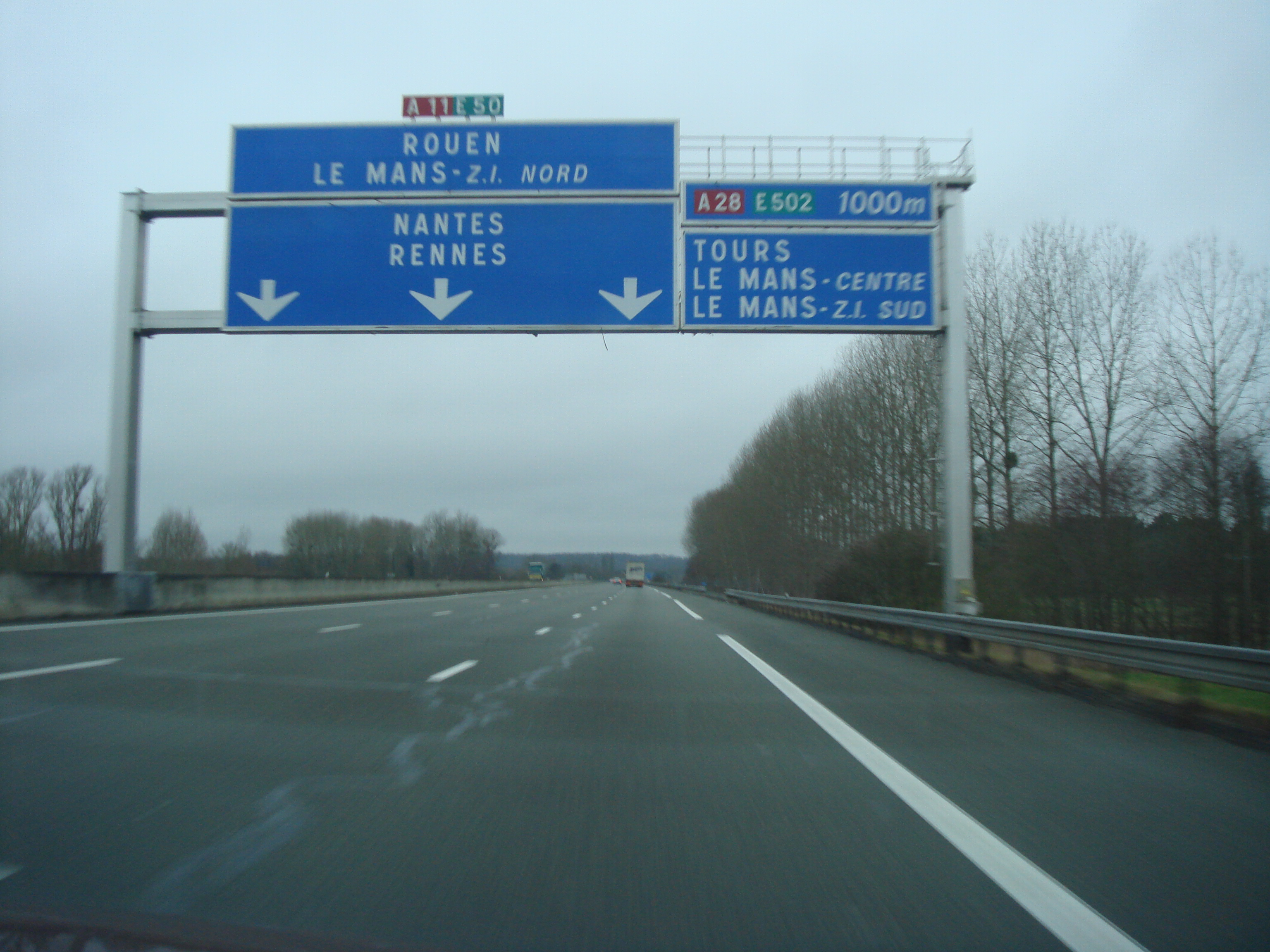
Route européenne 50 au niveau de la ville du Mans.
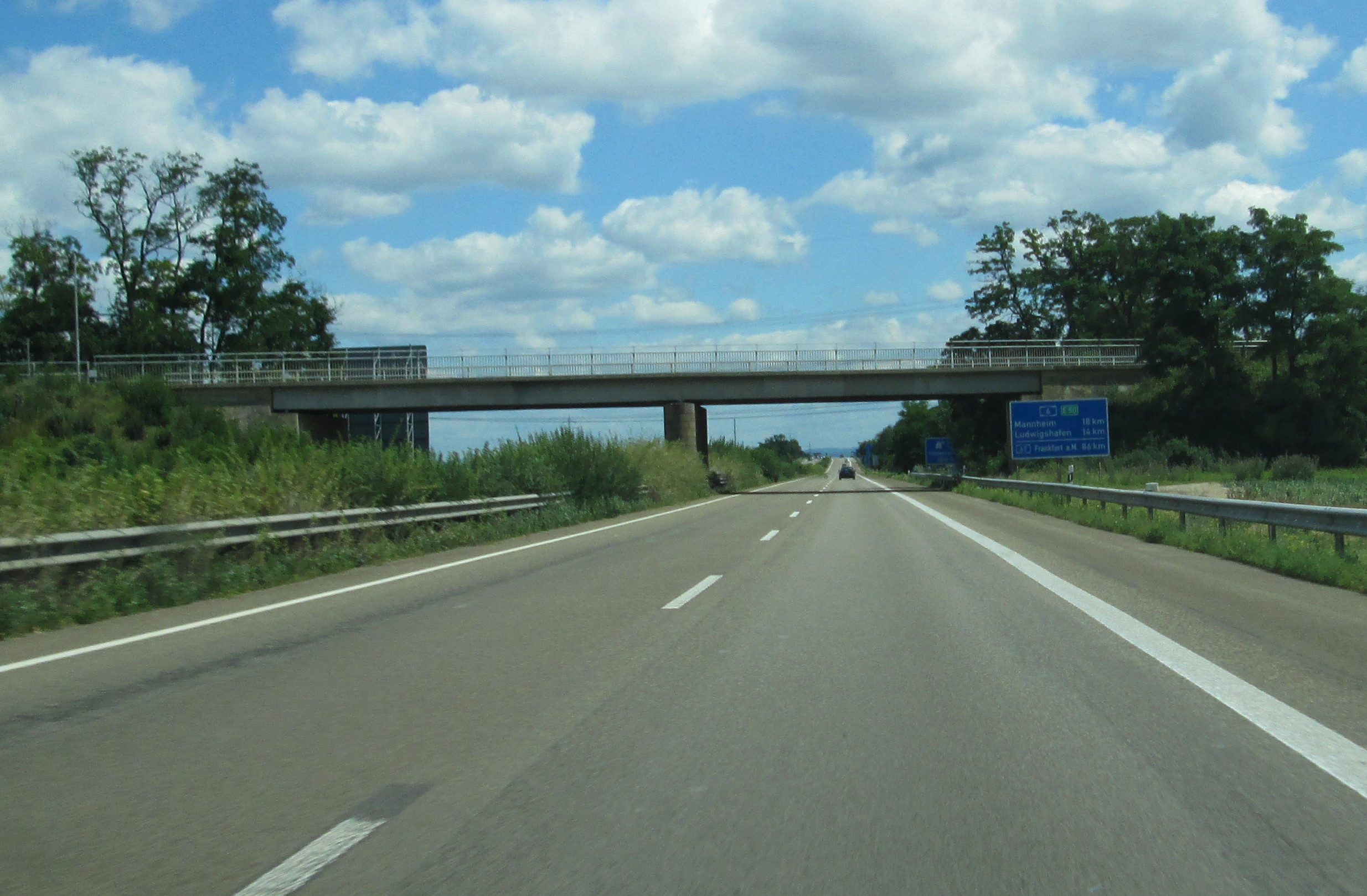
Route européenne 50 près de Mannheim en Allemagne.